# Friedrich Wilhelm von Proeck
Friedrich Wilhelm von Proeck (16. Oktober 1632 in Zerbst – 21. November 1688 in Königsberg) war preußischer Obermarschall.

## Leben

### Herkunft und Familie
Friedrich Wilhelm war Angehöriger der anhaltinischen Linie derer von Proeck. Seine Eltern waren der Rat und Stallmeister zu Plötzkau, Wilhelm von Proeck (1585–1654) und Susanne, geborene von Rumroth (1601–1645). Er vermählte sich nach 1663 mit Juliane Charlotte von Stechow (1639–1708) und hatte mit ihr die Söhne Carl Siegmund und Lebrecht.

### Werdegang
Proeck wurde 1664 Legationsrat und Hauptmann zu Osterrode und Hohenstein. 1685 wechselte er als Vogt nach Fischhausen und wurde 1687 Hauptmann zu Brandenburg. Am 19. Februar 1688 avancierte er zum Oberrat und Obergurggraf des Herzogtums Preußen.
Er war auch preußischer Oberregimentsrat, Geheimer Staatsrat und Vizepräsident des Oberappellationsgerichts. Proeck wurde am 26. Januar 1689 in der Löbenichtschen Kirche in Königsberg bestattet.